# (2099) Öpik
(2099) Öpik – planetoida z grupy przecinających orbitę Marsa okrążająca Słońce w ciągu 3 lat i 181 dni w średniej odległości 2,3 au. Została odkryta 8 listopada 1977 roku w Obserwatorium Palomar przez Eleanor Helin. Nazwa planetoidy pochodzi od Ernsta Öpika (1893-1985), estońskiego astronoma. Przed nadaniem nazwy planetoida nosiła oznaczenie tymczasowe (2099) 1977 VB.